# Доњи Добреноец
Доњи Добреноец (мкд. Долно Добреноец) је насеље у Северној Македонији, у западном делу државе. Доњи Добреноец припада општини Кичево.

## Географија
Насеље Доњи Добреноец је смештено у западном делу Северне Македоније. Од најближег већег града, Кичева, насеље је удаљено 12 km западно.
Доњи Добреноец припада историјској области Горња Копачка. Село је положено на јужним падинама планине Бистре, изнад долине реке Треске, која овде тече горњим делом свог тока. Јужно се пружа Илинска планина. Надморска висина насеља је приближно 710 метара.
Клима у насељу је планинска због знатне надморске висине.

## Становништво
Доњи Добреноец је према последњем попису из 2002. године имао 44 становника.
Већинско становништво су етнички Македонци (100%).
Претежна вероисповест месног становништва је православље.